# William Henry Worthington
Ne doit pas être confondu avec William Worthington.
Pour les articles homonymes, voir Worthington.
William Henry Worthington, né à Londres vers 1795 et mort après 1839, est un graveur britannique.
Il a principalement gravé pour illustrer des ouvrages, et est connu en particulier pour History of England, édité par William Pickering (en), et des reproductions des marbres d'Elgin du British Museum.

## Biographie
William Henry Worthington est né à Londres vers 1795.
On connaît peu de sa vie ; il est encore actif en 1839. Il a principalement gravé pour illustrer des ouvrages.
Toutefois, le British Museum, qui possède de lui plus de 250 pièces, indique une période d'activité comprise entre 1803 et 1836, et indique pour adresse londonienne en 1817 le 15 Compton Street, Brunswick Square.

## Œuvre

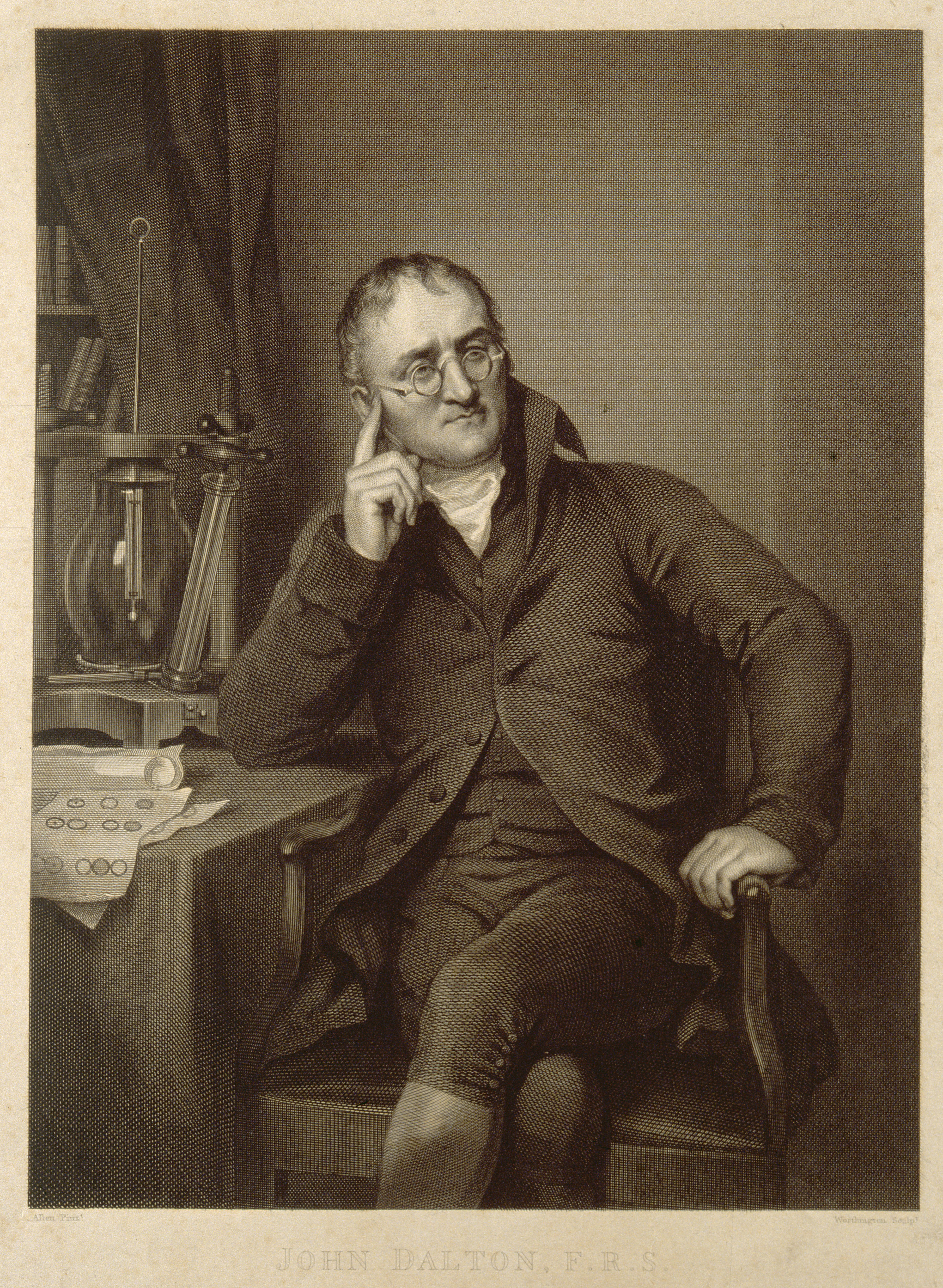
John Dalton (1823), Londres, Wellcome Collection.

Ses sujets sont principalement des scènes de genre et des portraits sur des thèmes shakespeariens, qu'il a exposés de 1819 à 1839 à la Royal Academy et à la British Institution,. 
Il a surtout réalisé des reproductions au burin des marbres d'Elgin du British Museum pour A Description of the Collection of Ancient Marbles in the British Museum (1812-45) et a fourni les illustrations gravées pour plusieurs ouvrages dont The history of England, édité par William Pickering (en),. 
Il a notamment illustré :
- Physiognomical Portraits (1821[nb 1])
- Effigies Poeticae (de Bryan Procter (en), 1822[nb 2])
- Portraits of the Sovereigns of England (il en est l'auteur ; éd. Pickering, 1824[nb 3])
- The History of England (de David Hume, éd. Pickering, 1826[nb 4])
- Anecdotes of Painting (de Horace Walpole, éd. de 1828[nb 5])
- Hogarth Moralized (1831[nb 6])
- Hogarth's Works (1833[nb 7])
- Cabinet Gallery (Cunningham, 1836[nb 8])

Sont notables également le portrait de la famille Abbotsford d'après David Wilkie pour l'édition annuelle de 1828 de la revue The Bijou (également éditée par Pickering) ; et le portrait de Rob Roy MacGregor d'après un dessin original.

## Collections publiques
À Édimbourg, les galeries nationales d'Écosse conservent une peinture et plusieurs gravures.